# Goulles (Corrèze)
Goulles è un comune francese di 367 abitanti situato nel dipartimento della Corrèze nella regione della Nuova Aquitania.

## Società

### Evoluzione demografica
Abitanti censiti